# Ингушетия.org

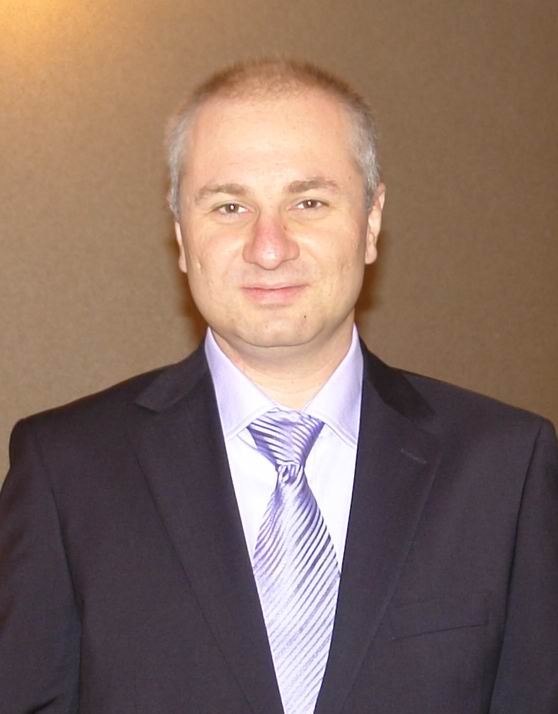
Основатель портала М. Я. Евлоев

Ингушетия.ORG (также ingushetia.org, ранее — Ингушетия.Ru) — интернет-портал. Основателем и владельцем портала был М. Я. Евлоев.

## История
8 августа 2001 года был зарегистрирован домен ingushetiya.ru, на котором часто размещались материалы, идущие вразрез с официальной точкой зрения правительства Ингушетии. В декабре 2007 года его владелец и главный редактор Магомед Евлоев передал управление этим ресурсом редакционной коллегии, оставаясь владельцем сайта, но не вмешиваясь в текущую редакционную политику сайта. Портал стал «главным оппозиционным СМИ республики».
В 2007 году ресурс «Ингушетия.Ru» подвергался хакерской атаке, а также блокировался местными провайдерами, которые или не пускали своих клиентов на сайт, или же подсовывали вместо него порноресурс.
6 июня 2008 года решением суда сайт был признан ресурсом, распространяющим экстремистские материалы, направленные на возбуждение ненависти либо вражды. Истцом по делу выступала ингушская прокуратура. По решению суда сайт должен быть закрыт.
После того, как кунцевский суд вынес решение о закрытии сайта, адвокаты Евлоева решили обжаловать его в Мосгорсуде. В итоге решение Кунцевского районного суда было оставлено в силе. Сайт вошёл в Федеральный список экстремистских материалов под пунктами 276 и 709.
Главный редактор «Ингушетии.ру» Роза Мальсагова попросила политического убежища во Франции. Сейчас она находится в Париже.
25 сентября 2008 года сайт «Ингушетия.Ру» лишился доменного имени.
В июле 2009 года по инициативе председателя общественного движения «Справедливая Ингушетия», члена экспертного совета при Уполномоченном по правам человека в РФ Магомеда Хазбиева в Сети появился новый оппозиционный ресурс со схожим названием. По словам владельца нового сайта, необходимость создания портала связана с тем, что за последнее время «благодаря усилиям нового руководства республики портал Ingushetia.org смягчил свою оппозиционную направленность, что, естественно, исключает самостоятельность и объективность этого ресурса в условиях гражданской войны, которая идет в Ингушетии последние семь лет». В противовес существующему порталу Магомед Хазбиев выступил с инициативой создания сайта Ingushetiyaru.org, который должен поддержать и сохранить традиции Ingushetiya.ru, принадлежавшего Магомеду Евлоеву.
25 октября 2009 владелец сайта Макшарип Аушев был застрелен в Нальчике.